# Medard Boss
Medard Boss (São Galo, 4 de Outubro de 1903 — Zollikon, 21 de Dezembro de 1990) foi um psiquiatra e psicoterapeuta suíço que desenvolveu uma abordagem de psicoterapia conhecida como Daseinsanalyse, baseada fundamentalmente na fenomenologia-existencial de seu amigo e mentor, Martin Heidegger.

## Biografia
Durante seu período de formação em medicina foi profundamente influenciado pelo psiquiatra Eugen Bleuler. Estudou psicanálise com Freud em Viena.
Boss acreditava que a medicina e a psicologia de sua época, baseadas na filosofia Cartesiana e na física Newtoniana, assumia pressupostos incorretos sobre os seres humanos e sobre o significado de ser humano.
Os seminários conduzidos pelo filósofo Martin Heidegger para alunos e assistentes de Psiquiatria em Zollikon de 1959 a 1969, discutindo os fundamentos filosóficos para uma medicina psicossomática, foram editados por Medard Boss no livro "Seminários de Zollikon", fundamento da Daseinsanalyse.
Boss foi professor na Faculdade de Medicina de Zurique, Suíça, fundou o Instituto Daseinsanalítico de Psicoterapia e Psicossomática e foi presidente da Associação Internacional de Daseinsanalyse (Internationale Gesellschaft für Daseinsanalyse, fundada em 1971), ambos sediados em Zurique. 
Em 1979 ele advogou uma fundamentação existencial para a medicina e para a psicologia na obra Existential Foundations of Medicine and Psychology. Heidegger contribuiu e participou da edição deste texto antes de sua morte em 1976.

## Medard Boss no Brasil
A convite do médico e psicoterapeuta Solon Spanoudis, que trocava correspondências com ele, Medard Boss participou a partir de 1973 de alguns encontros no Brasil, realizados em São Paulo, fundamentais na introdução da abordagem daseinsanalítica no país.
O primeiro destes encontros está transcrito na "Revista Daseinsanalyse 1", publicada pela Associação Brasileira de Daseinsanalyse (ABD), instituição afiliada desde 1974 à Associação de Daseinsanalyse de Zurique.

## Principais obras escritas ou editadas por Boss
- "Psychoanalysis and Daseinsanalysis" (Trad. L. E. Lefebre), New York: Basic Books. 1963.
- "Existential Foundations of Medicine and Psychology" (Trad. S. Conway and A. Cleaves.) Northvale: Jason Aronson. 1979.
- "Zollikoner Seminare", (Editado por Medard Boss; Martin Heidegger, autor), Frankfurt: Ed. Vitório Klostermann, 1994.